# Takashi Tezuka
Takashi Tezuka (手塚 卓志 Tezuka Takashi?), född 17 november 1960, även känd under sitt smeknamn Ten Ten, är en japansk speldesigner för spelföretaget Nintendo. Efter sin examen från Osaka University of Arts anställdes han av Nintendo i april 1984 och deltog i utvecklingen av bland annat Super Mario och The Legend of Zelda. Tezuka är förtjust i fantasyromaner såsom J.R.R. Tolkiens Sagan om ringen, och skrev berättelsen och manuset för The Legend of Zelda och Zelda II: The Adventure of Link. Tillsammans med Shigeru Miyamoto leder han numer Nintendos EAD Software Development Department, företagets spelutvecklingsdivision.

## Arbete
| År   | Speltitel                                                 | Roll(er)                              |
| ---- | --------------------------------------------------------- | ------------------------------------- |
| 1984 | Devil World                                               | Speldesigner                          |
| 1985 | Super Mario Bros.                                         | Assisterande regissör, Speldesigner   |
| 1986 | Super Mario Bros. 2 JP                                    | Regissör, Speldesigner                |
| 1986 | The Legend of Zelda                                       | Regissör, Speldesigner och Författare |
| 1988 | Super Mario Bros. 3                                       | Regissör, Speldesigner                |
| 1990 | Super Mario World                                         | Regissör                              |
| 1991 | The Legend of Zelda: A Link to the Past                   | Regissör                              |
| 1993 | The Legend of Zelda: Link's Awakening                     | Regissör                              |
| 1995 | Super Mario World 2: Yoshi's Island                       | Regissör                              |
| 1995 | BS The Legend of Zelda                                    | Speldesigner                          |
| 1996 | Super Mario 64                                            | Assisterande regissör                 |
| 1997 | BS The Legend of Zelda: Inishie no Sekiban                | Handledare                            |
| 1997 | Star Fox 64                                               | Handledare                            |
| 1997 | Yoshi's Story                                             | Producent                             |
| 1998 | The Legend of Zelda: Ocarina of Time                      | Handledare                            |
| 1999 | Mario Golf                                                | Handledare                            |
| 2000 | The Legend of Zelda: Majora's Mask                        | Handledare                            |
| 2001 | The Legend of Zelda: Oracle of Seasons och Oracle of Ages | Handledare                            |
| 2001 | Luigi's Mansion                                           | Producent                             |
| 2001 | Pikmin                                                    | Progress Management                   |
| 2001 | Animal Crossing                                           | Producent                             |
| 2002 | Super Mario Sunshine                                      | Producent                             |
| 2002 | The Legend of Zelda: The Wind Waker                       | Producent                             |
| 2003 | Mario Kart: Double Dash!!                                 | Producent                             |
| 2004 | The Legend of Zelda: The Minish Cap                       | Handledare                            |
| 2004 | The Legend of Zelda: Four Swords Adventures               | Handledare                            |
| 2004 | Pikmin 2                                                  | Producent                             |
| 2004 | Paper Mario: The Thousand-Year Door                       | Karaktärshandledare                   |
| 2005 | Yoshi Touch & Go                                          | Producent                             |
| 2005 | Animal Crossing: Wild World                               | Producent                             |
| 2006 | New Super Mario Bros.                                     | Huvudproducent                        |
| 2006 | Yoshi's Island DS                                         | Vice producent                        |
| 2008 | Wii Music                                                 | Producent                             |
| 2009 | New Super Mario Bros. Wii                                 | Producent                             |
| 2010 | Super Mario Galaxy 2                                      | Producent                             |
| 2011 | Super Mario 3D Land                                       | Huvudproducent                        |
| 2012 | New Super Mario Bros. 2                                   | Producent                             |
| 2012 | New Super Mario Bros. U                                   | Producent                             |
| 2012 | Animal Crossing: New Leaf                                 | Huvudproducent                        |
| 2013 | Flipnote Studio 3D                                        | Producent                             |
| 2014 | Yoshi's New Island                                        | Producent                             |
| 2015 | Mario Maker                                               | Producent                             |
| 2015 | Yoshi's Woolly World                                      | Producent                             |